# たびまちゲート広島
株式会社たびまちゲート広島（たびまちゲートひろしま）は、日本の旅行会社である。本社は広島県広島市にある。

## 沿革
- 2002年（平成14年）12月24日 - 広電観光（広島電鉄グループ傘下）の旅行部門と中国新聞トラベルサービス（中国新聞グループ傘下）を合併し、設立。
- 2003年（平成15年）10月1日 - 本格的な営業を開始。
- 2019年（令和元年）10月1日 - 広島銀行の出資を受けて「地域商社事業部」を設立

## ブランド名
- ちゅーピーツアー（添乗員同行の団体旅行）
- ちゅーピーパック（個人旅行）
- 悠遊倶楽部（登山、ウォーキング、巡礼、写真撮影などのテーマのある旅）

## 株主構成
- 中国新聞社
- 広島電鉄グループ
- 広島銀行